# Piper triandrum
Piper triandrum är en pepparväxtart som beskrevs av Ferdinand von Mueller. Piper triandrum ingår i släktet Piper och familjen pepparväxter. Inga underarter finns listade i Catalogue of Life.